# 青叶学园短期大学
青叶学园短期大学（日语：／ Aoba Gakuen Tanki Daigaku *）是过去一所位于日本东京都世田谷区的私立短期大学。

## 概要

### 简介
- 学校最早可以追溯到1924年即缝纫塾创立[1]。短期大学为于1966年开办、由学校法人青叶学园经营。开始招収男学生从2001年、招生到2004年、停办于2007年[2][3]。

### 历史
- 1966年 青叶学园短期大学成立并同时设置家政科。
- 1967年 食物营养科成立。
- 2001年 开始招収男学生。两个学科变更为、以下列举。
  - 家政科⇒人类生活学科
  - 食物营养科⇒食物营养学科
- 2004年 最后一年招生、次年停止招生（正式停办于2007年9月14日[2]）。

## 学校环境
- 校区：在了东京都世田谷区[注 1]

## 历任校长
- 广川弘禅：第一代短期大学校长[4]。

## 组织

### 学科
- 人类生活学科
- 食物营养学科

### 专科
| - 没有 |

### 业余课程
| - 没有 |

## 知名校友
- 藤本千秋：演员
- 忍足亚希子：演员
- 石川美绘：演员

## 相关链接
- 日本短期大学列表